# Paul Lambert (artiste)
Pour les articles homonymes, voir Paul Lambert et Lambert.
Paul Lambert est un artiste spécialisé en effets spéciaux. Il est superviseur des effets visuels chez Double Negative (DNEG).
Il a remporté deux fois consécutivement l'Oscar des meilleurs effets visuels pour les films Blade Runner 2049 (2017) et First Man : Le Premier Homme sur la Lune (2018), puis en 2025 pour Dune, deuxième partie.